# Inodrillia pharcida
Inodrillia pharcida là một loài ốc biển, là động vật thân mềm chân bụng sống ở biển trong họ Turridae.

## Phân bố
Loài sinh vật biển này phân bố tại Vịnh Mexico và Barbados.